# Bahnhof Landsberg (Lech)
Bahnhof Landsberg egy vasútállomás Németországban, Bajorország tartományban, Landsberg városában. Forgalma alapján a Német vasútállomás-kategóriák közül a hatodikba tartozik. A állomás megnyerte Az év vasútállomása díjat 2007-ben.

## Története
1872 november 1-én nyitott az állomas.

## Vasútvonalak
Az állomást az alábbi vasútvonalak érintik:
- Bobingen–Landsberg am Lech-vasútvonal (4,831 km)
- Landsberg am Lech–Schongau-vasútvonal (0,000 km)

## Forgalom
Az állomást az alábbi viszonylatok érintik:
| Járat | Útvonal                                                                    | Ütem         |
| ----- | -------------------------------------------------------------------------- | ------------ |
| RB    | Kneipp-Lechfeld-Bahn: (Augsburg – Bobingen –) Kaufering – Landsberg (Lech) | félórás ütem |